# 鲁亚克 (夏朗德省旧市镇)
鲁亚克（法語：Rouillac，法語發音：[ʁujak] ⓘ）是法国夏朗德省的一个旧市镇，属于干邑区。2016年，鲁亚克与市镇普莱扎克和索讷维尔合并为新的鲁亚克。

## 地理
鲁亚克（45°46'32"N, 0°3'48"W）面积29.28 平方千米，位于法国新阿基坦大区夏朗德省，该省份为法国西部内陆省份，北起德塞夫勒省和维埃纳省，东临上维埃纳省，东南至多尔多涅省，南至多爾多涅省，西接滨海夏朗德省。
与鲁亚克接壤的市镇（或旧市镇、城区）包括：古尔维尔、马勒伊、蒙蒂涅、普莱扎克、圣西巴尔多、索讷维尔、沃鲁亚克。

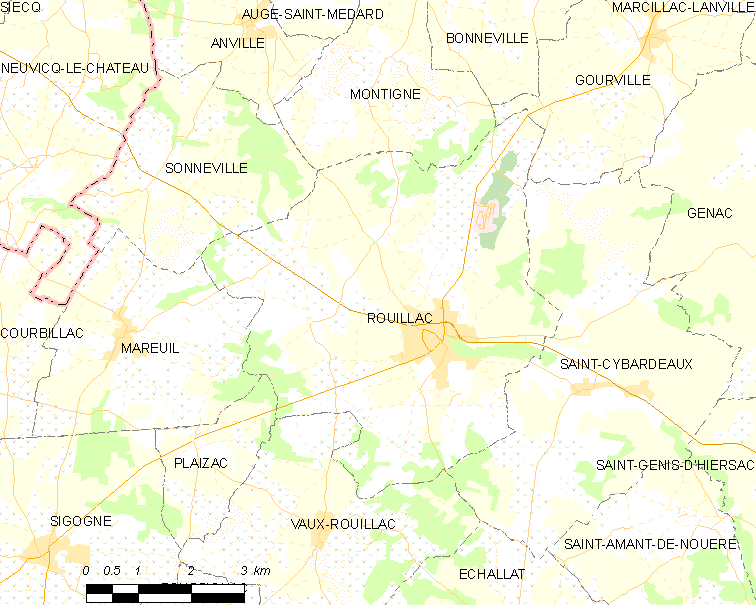
的OSM定位图

鲁亚克的时区为UTC+01:00、UTC+02:00（夏令时）。

## 行政
鲁亚克的邮政编码为16170，INSEE市镇编码为16286。

## 政治
鲁亚克所属的省级选区为努埃尔河谷县。

## 人口

1962-2008年间人口变化图示

鲁亚克于2018年1月1日时的人口数量为1923人。